# Fundación Rosalía de Castro

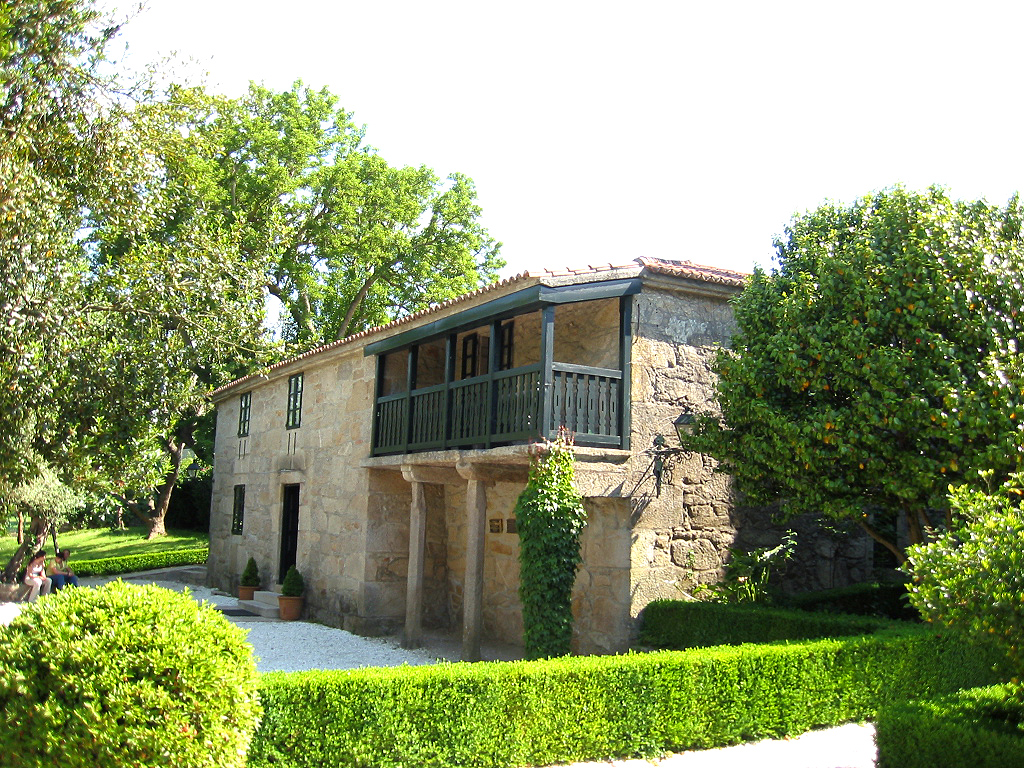
Fachada de la Casa-Museo Rosalía de Castro.

La Fundación Rosalía de Castro es una institución cultural gallega, constituida el 15 de noviembre de 1947 por José Mosquera Pérez en el Hotel Compostela de Santiago de Compostela bajo el nombre Patronato Rosalía de Castro que se convirtió en Fundación Rosalía de Castro en un acto celebrado en el Colegio de Fonseca de la misma ciudad el 29 de diciembre de 1995. Sus estatutos fueron legalizados por la Junta de Galicia en diciembre de 1997 y renovados en 2008 (en vigor desde 2009).

## La Fundación
En 2015 se rige por una Presidencia elegida por el Patronato entre sus miembros. El Patronato es el órgano de gobierno, representación y administración de la Fundación y está compuesto por quince miembros institucionales y por personalidades de la cultura que tengan especial vínculo con la obra de Rosalía de Castro. El Patronato designa un Presidente, un Vicepresidente, un Secretario y un Tesorero de entre sus miembros. Designará también una Comisión Ejecutiva que se compone por la Presidencia, por la Vicepresidencia, por la Secretaría, por la Tesorería y por cuatro vogalías (siendo una de ellas la Dirección del Centro de Estudios Rosalianos) cuyas funciones son: la gestión común de los asuntos de la Fundación, la adopción de Acuerdos por razón de urgencia dando ulterior cuenta al Patronato y las funciones que este delegue.
En sus 67 años de historia contó con nueve presidentes que fueron —cronológicamente citados—: Luis Iglesias Iglesias, Juan Gil y Armada (marqués de Figueroa), José Mosquera Pérez, Octavio Sanmartín Domínguez, Agustín Sixto Seco, Carlos Amable Baliñas Fernández (en funciones tras la muerte de Sixto Seco), Helena Villar Janeiro, Ana Blanco Gómez (durante dos meses tras la dimisión de Villar Janeiro) y Ángel Angueira Viturro, que la dirige desde mayo de 2015.
Este organismo nació con la voluntad de restaurar la casa en la que había vivido Rosalía de Castro en sus últimos años y de convertirla en una casa museo (y sostenerla posteriormente), cuidar del Panteón de Gallegos Ilustres y difundir y promover la cultura gallega.
Entre sus finalidades están: fomentar el conocimiento y la conservación de la memoria de Rosalía, de Manuel Murguía y de sus hijos; la promoción del estudio, de la edición y de la divulgación de la vida y obra de Rosalía, de la Galicia de su tiempo y de su influencia posterior; conservar el conjunto de la Casa-Museo de Rosalía, conservar e incrementar el patrimonio rosaliano (muebles, pertenencias, recuerdos personales de Rosalía etc.) disponiéndolo de la mejor manera para que pueda ser contemplado y estudiado, cuidar del Mausoleo de Rosalía sito en el Panteón de Gallegos Ilustres (Iglesia de Sano Domingos de Bonaval en Santiago) y más de la campa que albergó antes su cuerpo en el cementerio de Adina en Iria Flavia (Padrón, La Coruña); celebrar actos, cuando menos, en las dos fechas rosalianas (24 de febrero y 15 de julio) además de la celebración de la Misa Votiva del 25 de julio —acto que se venía celebrando desde 1932 y desde 1969 en lengua gallega convirtiéndose en el único acto público en que se consentían el gallego, las reivindicaciones galleguistas y la presencia de políticos disidentes durante la dictadura franquista— y de la Ofrenda Floral en el Panteón de Gallegos Ilustres ante la tumba de la poetisa y fomentar y difundir la lengua y la cultura gallegas.
En el año 2015 estaba representada en el Pleno del Consello da Cultura Galega y en la Ascociación de Casas-Museo y Fundaciones de Escritores (ACAMFE).
Tiene su sede en la Casa da Matanza (antiguamente conocida cómo Horta da Paz), en Padrón (La Coruña).